# Samsung Display

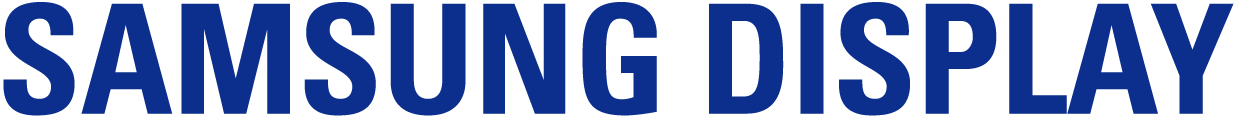
Logotipo da Samsung Display

Samsung Display (lit. Tela Samsung) (Hangul: 삼성디스플레이) é uma empresa sul-coreana que fabrica painéis OLED e antigamente fabricava painéis TFT LCD, pertencente à Samsung Electronics.
A empresa foi fundada em abril de 2004 como uma empresa conjunta entre a Samsung Electronics Co. Ltd (51% de participação) e a Sony Corporation (49% de participação). A S-LCD Corporation, como era chamada originalmente, operava com uma capacidade de produção mensal de cem mil painéis de sétima geração e cinquenta mil painéis de oitava geração baseados na tecnologia PVA. Os painéis eram integrados em televisores LCD da Samsung Electronics e da Sony.
Em janeiro de 2012, a Sony vendeu para a Samsung todas as suas ações da S-LCD por 1,07 trilhão de won coreanos (72 bilhões de ienes japoneses) em dinheiro. Em 1 de julho de 2012, a S-LCD e a Samsung Mobile Display se fundiram para criar a Samsung Display. Em abril de 2021, a fábrica de LCD da Samsung Display em Suzhou, China, foi vendida para a China Star Optoelectronics Technology, subsidiária da TCL Technology.
Os mercados de tela da Samsung Display incluem smartphones, TVs, laptops, monitores de computador, smartwatches, VR, consoles de jogos e aplicações automotivas.

## Consultor de negócios
- Diretor executivo Joo Sun Choi (최주선)